# Санта Ђустина ин Коле
Санта Ђустина ин Коле (итал. Santa Giustina in Colle) је насеље у Италији у округу Падова, региону Венето.
Према процени из 2011. у насељу је живело 4069 становника. Насеље се налази на надморској висини од 23 м.

## Становништво
Према резултатима пописа становништва 2011. у општини је живело 7.131 становника.
| 1931. | 1936. | 1951. | 1961. | 1971. | 1981. | 1991. | 2001. | 2011. |
| ----- | ----- | ----- | ----- | ----- | ----- | ----- | ----- | ----- |
| 5.430 | 5.535 | 5.426 | 4.725 | 4.652 | 5.312 | 5.804 | 6.397 | 7.131 |